# Bundesstraße 224
De Bundesstraße 224 (ook wel B224) is een bundesstraße in Duitsland die loopt door de deelstaat Noordrijn-Westfalen. 
De B224 begint bij Raesfeld, verder via de steden Dorsten, Gladbeck, Bottrop, Essen, Velbert en Wuppertal, om te eindigen in Solingen. De B224 is ongeveer 75 km lang.

## Routebeschrijving
De B224 begint in Raesfeld op een kruising met de B70, kruist bij Scherbeck A31 de B58 en loopt door Dorsten waar ze samenloopt met de B225. De B224 loopt naar afrit Gelsenkirchen-Hassel waar ze aansluit op de B52.
Vervanging
Tussen afrit Gelsenkirchen-Hassel en het eind van de A52 in Gladbeck is de B224 vervangen door de A52.
Voortzetting
In Gladbeck gaat de A52 weer over in de 224, de weg loopt zuidwestwaarts en kruist bij afrit Essen/Gladbeck  de A2 kruist de  komt door Bottrop, kruist de Emscher en loopt de stad Essen in, kruist het Rhein-Herne-Kanal en bij de aansluiting Essen-Nord de A42. In Essen kruist de weg achtereenvolgens de B231, bij afrit Essen-Zentrum de A40, bij afrit Essen-Rüttenscheid de A52 en zuidelijker de Ruhr. De B224 loopt door Essen-Werden sluit bij afrit Velbert-Nord en Dreieck Velbert-Nord aan op de A44.
Tussen Velbert-Nord en Dreieck Velbert-Nord en een kruising in Wuppertal-Vohwinkel vervangen door de A44, A535, A46 en B228.
Voortzetting
Vanaf de B228 in Wuppertal-Vohwinkel loopt de B224 nog door Gräfrath en eindigt in Solingen op een kruising met de B229.
B1 · B3 · B7 · B8 · B9 · B10 · B26 · B27 · B35 · B37 · B38 · B39 · B40 · B41 · B42 · B43 · B43a · B44 · B45 · B47 · B48 · B49 · B50 · B51 · B52 · B53 · B54 · B55 · B55a · B56 · B56n · B57 · B58 · B59 · B61 · B62 · B63 · B64 · B65 · B66 · B66n · B67 · B68 · B70 · B80 · B83 · B84 · B219 · B220 · B221 · B223 · B224 · B225 · B226 · B227 · B228 · B229 · B230 · B231 · B233 · B234 · B235 · B236 · B237 · B238 · B239 · B241 · B249 · B250 · B251 · B252 · B253 · B254 · B255 · B256 · B257 · B258 · B259 · B260 · B261 · B262 · B263 · B264 · B265 · B266 · B267 · B268 · B269 · B270 · B271 · B272 · B274 · B275 · B277a · B278 · B279 · B284 · B288 · B323 · B324 · B326 · B327 · B399 · B400 · B403 · B405 · B406 · B407 · B409 · B410 · B411 · B412 · B413 · B414 · B416 · B417 · B418 · B419 · B420 · B421 · B422 · B423 · B424 · B426 · B427 · B428 · B429 · B448 · B449 · B450 · B451 · B452 · B453 · B454 · B455 · B456 · B457 · B458 · B459 · B460 · B469 · B473 · B474 · B475 · B476 · B477 · B478 · B479 · B480 · B481 · B482 · B483 · B484 · B485 · B486 · B487 · B488 · B489 · B499 · B504 · B506 · B507 · B508 · B509 · B510 · B511 · B513 · B514 · B515 · B516 · B517 · B519 · B520 · B521 · B525 · B528 · B611